# Mohamed Aboul Ela
Mohamed Aboul Ela (ur. 4 stycznia 1980 w Gizie) – egipski piłkarz występujący na pozycji pomocnika.

## Kariera klubowa
Mohamed Aboul Ela od najmłodszych lat występował w drużynie Zamalek SC. W sumie w pierwszej drużynie grał przez 12 sezonów. W tym czasie zdołał wywalczyć z klubem między innymi 3-krotne mistrzostwo i puchar Egiptu oraz triumf w Afrykańskiej Lidze Mistrzów. W 2009 roku odszedł z drużyny i podpisał kontrakt z El-Entag El-Harby. W 2010 roku został zawodnikiem ENPPI Club. W sezonie 2012/2013 grał w Wadi Degla SC, a w sezonie 2013/2014 ponownie w El-Entag.

## Kariera reprezentacyjna
Ela w reprezentacji Egiptu zadebiutował w 2001 roku. Ostatni mecz rozegrał w roku 2002. Ma na swoim koncie w sumie 5 spotkań na arenie międzynarodowej. Ani razu nie trafił do siatki rywala. Był także powołany na Puchar Narodów Afryki 2002 w Mali, gdzie Egipt odpadał w ćwierćfinale. On jednak nie pojawił się na boisku w żadnym meczu.